# Wereldkampioenschappen veldlopen 1978
De 6e versie van het IAAF wereldkampioenschappen veldlopen vond op 25 maart 1978 plaats in Glasgow, Schotland. 

## Uitslagen

### Mannen senioren
| Plaats | Atleet            | Land             | Tijd (min.s) |
| ------ | ----------------- | ---------------- | ------------ |
| Goud   | John Treacy       | Ierland          | 39.25        |
| Zilver | Aleksandr Antipov | Sovjet-Unie      | 39.28        |
| Brons  | Karel Lismont     | België           | 39.32        |
| 4      | Tony Simmons      | Engeland         | 39.51        |
| 5      | Guy Arbogast      | Verenigde Staten | 39,52        |
| 6      | Craig Virgin      | Verenigde Staten | 39.54        |
| 7      | Nat Muir          | Schotland        | 40.00        |
| 8      | Franco Fava       | Italië           | 40,03        |
| 9      | Enn Sellik        | Sovjet-Unie      | 40.08        |
| 10     | Pierre Levisse    | Frankrijk        | 40.15        |
| ..     |                   |                  |              |
| 23     | Rik Schoofs       | België           | 40.37        |
| 26     | Erik De Beck      | België           | 40.43        |
| 36     | Alex Hagelsteens  | België           | 40.58        |
| 38     | Rudi Schoofs      | België           | 41.06        |
| 47     | Marc Smet         | België           | 41,23        |
| 49     | Geert Desmet      | België           | 41.33        |
| 74     | Henk Mentink      | Nederland        | 42.11        |
| 83     | Jo Schout         | Nederland        | 42.29        |
| 87     | Eddy Rombaux      | België           | 42.34        |
| 89     | Piet Vonck        | Nederland        | 42.37        |
| 92     | Bram Wassenaar    | Nederland        | 42.40        |
| 107    | Tonny Luttikhold  | Nederland        | 43.05        |
| 135    | Peet-Jan van Zyl  | Nederland        | 44.11        |
|        | Jos Hermens       | Nederland        | DNF          |

| Plaats | Land                                                                                                  | Punten                            |
| ------ | --- | --------------------------------- |
| Goud   | Frankrijk Pierre Levisse Lucien Rault Radhouane Bouster Alex Gonzalez Thierry Watrice Jean-Paul Gomez | 10 + 13 + 18 + 32 + 35 + 43 = 151 |
| Zilver | Verenigde Staten Guy Arbogast Craig Virgin Greg Meyer Jeff Wells Bill Rodgers Mike Roche              | 5 + 6 + 20 + 29 + 44 + 52 = 155   |
| Brons  | Engeland Tony Simmons Jon Wild Neil Coupland Mike McLeod Ken Newton Steve Kenyon                      | 4 + 15 + 28 + 30 + 40 + 42 = 159  |

### Mannen junioren
| Plaats | Atleet               | Land             | Tijd (min.s) |
| ------ | -------------------- | ---------------- | ------------ |
| Goud   | Mick Morton          | Engeland         | 22.57        |
| Zilver | Rob Earl             | Canada           | 23.10        |
| Brons  | Francisco Alario     | Spanje           | 23.11        |
| 4      | Constantino Esparcia | Spanje           | 23.12        |
| 5      | Ronnie Carroll       | Ierland          | 23.14        |
| 6      | Aleksandr Pasaryuk   | Sovjet-Unie      | 23.15        |
| 7      | Viktor Zinovyev      | Sovjet-Unie      | 23.20        |
| 8      | Kevin Dillon         | Canada           | 23.22        |
| 9      | Eddy De Pauw         | België           | 23.23        |
| 10     | Rod Berry            | Verenigde Staten | 23.24        |
| ..     |                      |                  |              |
| 18     | Dirk Mattheus        | België           | 23.35        |
| 22     | Peter Daenens        | België           | 23.43        |
| 23     | Marc De Blander      | België           | 23.46        |
| 28     | Patrick Deliveyne    | België           | 23.54        |

| Plaats | Land                                                                              | Punten                |
| ------ | --------------------------------------------------------------------------------- | --------------------- |
| Goud   | Engeland Mick Morton Eddie White David Beaver Peter Elletson                      | 1 + 13 + 15 + 24 = 53 |
| Zilver | Canada Rob Earl Kevin Dillon Rob Lonergan Jim Groves                              | 2 + 8 + 14 + 29 = 53  |
| Brons  | Spanje Francisco Alario Constantino Esparcia Argimiro González Valentin Rodríguez | 3 + 4 + 16 + 31 = 54  |

### Vrouwen senioren
| Plaats | Atleet             | Land                     | Tijd (min.s) |
| ------ | ------------------ | ------------------------ | ------------ |
| Goud   | Grete Waitz        | Noorwegen                | 16.19        |
| Zilver | Natalia Mărăşescu  | Roemenië                 | 16.49        |
| Brons  | Maricica Puică     | Roemenië                 | 16.59        |
| 4      | Julie Shea         | Verenigde Staten         | 17.12        |
| 5      | Cornelia Bürki     | Zwitserland              | 17.13        |
| 6      | Monika Greschner   | Bondsrepubliek Duitsland | 17.14        |
| 7      | Jan Merrill        | Verenigde Staten         | 17.17        |
| 8      | Georgeta Gazibara  | Roemenië                 | 17.18        |
| 9      | Joyce Smith        | Engeland                 | 17.23        |
| 10     | Carmen Valero      | Spanje                   | 17.26        |
| ..     |                    |                          |              |
| 34     | Tineke Kluft       | Nederland                | 18.03        |
| 44     | Nadine Claes       | België                   | 18.15        |
| 48     | Monique Seys       | België                   | 18.18        |
| 52     | Brigit de Nijs     | Nederland                | 18.20        |
| 53     | Magda Ilands       | België                   | 18.20        |
| 60     | Carla Beurskens    | Nederland                | 18.35        |
| 64     | Bernadette Van Roy | België                   | 18.44        |
| 65     | Denise Verhaert    | België                   | 18.45        |
| 73     | Annie van Stiphout | Nederland                | 18.55        |
| 88     | Karin de Nijs      | Nederland                | 20.03        |

| Plaats | Land                                                                        | Punten               |
| ------ | --------------------------------------------------------------------------- | -------------------- |
| Goud   | Roemenië Natalia Mărăşescu Maricica Puică Georgeta Gazibara Antoaneta Iacob | 2 + 3 + 8 + 17 = 30  |
| Zilver | Verenigde Staten Julie Shea Jan Merrill Kathy Mills Brenda Webb             | 4 + 7 + 11 + 15 = 37 |
| Brons  | Engeland Joyce Smith Christine Benning Penny Yule Mary Stewart              | 9 + 12 +16 + 18 = 55 |

## Deelnemers
In totaal hadden zich 358 atleten uit 27 landen aangemeld.
- Oostenrijk (7)
- België (19)
- Canada (18)
- Denemarken (5)
- Engeland (21)
- Frankrijk (21)
- IJsland (6)
- Ierland (21)
- Italië (17)
- Japan (9)
- Marokko (15)
- Nederland (12)
- Nigeria (6)
- Noord-Ierland (14)
- Noorwegen (5)
- Polen (6)
- Portugal (15)
- Roemenië (5)
- Schotland (21)
- Sovjet-Unie (18)
- Spanje (21)
- Zweden (3)
- Zwitserland (4)
- Tunesië (13)
- Verenigde Staten (21)
- Wales (21)
- Bondsrepubliek Duitsland (14)

1973 · 
1974 · 
1975 · 
1976 · 
1977 · 
1978 · 
1979 · 
1980 · 
1981 · 
1982 · 
1983 · 
1984 · 
1985 · 
1986 · 
1987 · 
1988 · 
1989 · 
1990 · 
1991 · 
1992 · 
1993 · 
1994 · 
1995 · 
1996 · 
1997 · 
1998 · 
1999 · 
2000 · 
2001 · 
2002 · 
2003 · 
2004 · 
2005 · 
2006 · 
2007 · 
2008 · 
2009 · 
2010 · 
2011 · 
2013 · 
2015 · 
2017 · 
2019 · 
2023 · 
2024